# قائمة القنوات الإخبارية العالمية
هذه قائمة بالقنوات الإخبارية العالمية مصنفة حسب القارة.

## شبكات إخبارية دولية بقنوات بعدة لغات
| الشبكة                                   | اللغة الإنجليزية                                                                     | لغة الماندرين الصينية | اللغة الهندية            | اللغة الإسبانية                                             | اللغة الفرنسية       | اللغة العربية         | اللغة البنغالية | اللغة الروسية       | أخري |
| ---------------------------------------- | ------------------------------------------------------------------------------------ | --------------------- | ------------------------ | ----------------------------------------------------------- | -------------------- | --------------------- | --------------- | ------------------- | --- |
| يورونيوز                                 | +                                                                                    | -                     | -                        | +                                                           | +                    | +                     | -               | +                   | البرتغالية والإندونيسية والأردية والهنغارية ؛ توقف: البولندية والأوكرانية |
| شبكة تلفزيون الصين الدولية (الصين)       | سي جي تي إن أميركا، سي جي تي إن، سي جي تي إن أفريقيا                                 | -                     | -                        | سي جي تي إن الإسبانية                                       | سي جي تي إن الفرنسية | سي جي تي إن العربية   | -               | سي جي تي إن الروسية | - |
| إذاعة جمهورية إيران الإسلامية (إيران)    | برس تي في                                                                            | -                     | -                        | إيسبان تي في                                                | برس تي في الفرنسية   | قناة العالم الإخبارية | -               | -                   | قناة سحر (الأذرية) |
| محطة تلفزيون دوردارشان (الهند)           | DD India                                                                             | -                     | -                        | -                                                           | -                    | -                     | -               | -                   | |
| دويتشه فيله (ألمانيا)                    | +                                                                                    | +                     | +                        | -                                                           | -                    | دويتشه فيله العربية   | -               | -                   | نشرات إخبارية بعدة لغات تبثها شبكات أجنبية |
| فرانس 24                                 | +                                                                                    | +                     | +                        | +                                                           | -                    | فرانس 24 عربي         | -               | -                   | - |
| سي إن إن (الولايات المتحدة)              | CNN International، CNNj، CNN Philippines، CNN-News18 (India)                         | -                     | -                        | CNN en Español، CNN Chile                                   | -                    | CNN ARABIC CNNعربية   | -               | -                   | CNN Indonesia (Indonesian) |
| آر تي (شبكة تلفاز) (روسيا)               | RT International, RT America، RT UK                                                  | Planned               | -                        | RT Spanish                                                  | RT Français          | RT Arabic             | -               | -                   | - |
| بي بي سي (المماكة المتحدة)               | بي بي سي ورلد نيوز                                                                   | -                     | بي بي سي هندي            | -                                                           | -                    | بي بي سي عربي         | -               |                     | نشرات الأخبار باللغات الأردية والباشتو ولغات أخرى |
| آي24نيوز (إسرائيل)                       | +                                                                                    | +                     | -                        | نشرة إخبارية أسبوعية باللغة الإسبانية في آي24نيوزالإنجليزية | +                    | مكان                  | -               | -                   | - |
| مؤسسة الإذاعة والتلفزيون التركية (تركيا) | تي آر تي العالمية                                                                    | -                     | -                        | -                                                           | -                    | تي آر تي عربية        | -               | تي آر تي الروسية    | تي آر تي أفاز (البوسنية ومختلف اللغات التركية مع ترجمة باللغة التركية)، تي آر تي تورك |
| شركة تلفزيون باكستان (باكستان)           | بي تي في ورلد                                                                        |                       | -                        | -                                                           | -                    | -                     | -               | -                   | PTV News with news bulletins in Arabic, Balochi, Kashmiri, Punjabi, Pashto, Sindhi, Urdu, and other languages |
| الجزيرة (قطر)                            | قناة الجزيرة الإنجليزية                                                              | -                     | -                        | -                                                           | -                    | الجزيرة               | -               | -                   | Al Jazeera Balkans (Bosnian/Serbian/Croatian); Al Jazeera Urdu (launch cancelled); Al Jazeera Türk (launch cancelled) |
| سكاي نيوز (المملكة المتحدة)              | سكاي نيوز، سكاي نيوز أستراليا                                                        | -                     | -                        | -                                                           | -                    | سكاي نيوز عربية       | -               | -                   | - |
| أفريكانيوز                               | مخطط                                                                                 | مخطط                  | -                        | +                                                           | -                    | -                     | -               | -                   | مخطط: السواحيلية والبرتغالية |
| تيليسور (فنزويلا)                        | قناة على شبكة الإنترنت                                                               | -                     | +                        | -                                                           | -                    | -                     | -               | -                   | تنتج نشرات إخبارية باللغة البرتغالية تبثها شبكات التلفزيون البرازيلية والبرازيلية واللوسوفونية الأفريقية |
| سي إن بي سي (الولايات المتحدة)           | CNBC, CNBC Africa، CNBC Europe، CNBC Latin America، CNBC World، CNBC TV18، CNBC Asia | -                     | سي إن بي سي أواز (الهند) | -                                                           | -                    | سي إن بي سي عربية     | -               | -                   | Class CNBC (Italian), Nikkei CNBC (Japanese), SBS-CNBC (Korean), CNBC Indonesia (Indonesian), CNBC Malaya, CNBC Tamilan, CNBC Bangles, CNBC Bajar (Gujarati), CNBC Kurdish (Kurmanci and Sorani); discontinued: TVN CNBC (Polish), CNBC-e (discontinued) |
| وي أون (الهند)                           | وي أون                                                                               | -                     | -                        | -                                                           | -                    | -                     | -               | -                   | - |
| سي إن سي ورلد (الصين)                    | سي إن سي ورلد                                                                        | -                     | -                        | -                                                           | -                    | -                     | -               | -                   | sirasa (Sri Lanka) |

## القنوات الإخبارية التي تستهدف الجمهور الدولي
- جورجيا: كانت PIK قناة إخبارية تركز على القوقاز وتبث باللغة الروسية في 2010-2012.
- اليابان: إن إتش كي وورلد (الإنجليزية).
- لبنان: الميادين قناة عربية مرتبطة بالرئيس السوري بشار الأسد. المنار قناة إخبارية عربية تابعة لحزب الله.
- كوريا الجنوبية: أريرانغ (إنجليزي).
- بولندا: Belsat TV هي قناة فضائية موجهة لبيلاروسيا تديرها التلفاز البولندي المملوكة للدولة البولندية.
- الفلبين: ANC هي قناة كابل باللغة الإنجليزية مقرها الفلبين ومقرها على مدار 24 ساعة مملوكة لشركة ABS-CBN ، أكبر تكتل إعلامي في البلاد يستهدف رجال الأعمال والفلبينيين العاملين في الخارج .
- المملكة العربية السعودية: قناة العربية قناة إخبارية عربية مملوكة للسعودية مقرها الإمارات.
- أوكرانيا: جيويش نيوز وان (2011-2014) هي قناة إخبارية أوكرانية مملوكة للقطاع الخاص تستهدف الجمهور اليهودي الدولي ، وتبث باللغتين الإنجليزية والروسية. بعد بدء الحرب في دونباس ، تم تغيير اسم القناة إلى أوكرانيا اليوم مع برامج إنجليزية حصرية. توقفت عن العمل في عام 2017. بدأت UATV التي تديرها الحكومة البث التجريبي في أكتوبر 2015 ؛ اعتبارًا من عام 2017 ، أنتجت نشرات إخبارية باللغات الإنجليزية والعربية والروسية وتتار القرم والأوكرانية. Hromadske غير هادفة للربح. يدير التلفزيون برامج اللغة الإنجليزية باسم Hromadske International.
- الولايات المتحدة: تقدم صوت أمريكا برامج تلفزيونية بالعديد من اللغات المتاحة على الإنترنت ويتم بثها على شكل كتل بواسطة شبكات أجنبية. CurrentTime TV هو جهد مشترك بين إذاعة صوت أمريكا وراديو أوروبا الحرة / راديو ليبرتي لإنتاج خدمة تلفزيونية على مدار الساعة طوال أيام الأسبوع باللغة الروسية. الحرة قناة إخبارية فضائية تبث باللغة العربية وتمولها الدولة. TV Martí هي خدمة تلفزيونية حكومية أمريكية أخرى ، تبث لكوبا باللغة الإسبانية. تلفزيون بلومبرج هي قناة إخبارية دولية خاصة بالأعمال التجارية. كانت نسختها الإندونيسية Bloomberg TV Indonesia تعمل في 2013-2015.
- Pan-African: Africa 24 ، Presse Africaine ، Africaable (الفرنسية) ، قناة A24 الإخبارية ، Arise News ، Africa Independent Television ، TVC News (باللغة الإنجليزية).
- RTVI هي قناة موجهة للجمهور الناطق باللغة الروسية في جميع أنحاء العالم ، ولكنها غير متوفرة في روسيا.
- NTDTV هي قناة دولية تابعة لحركة فالون جونج الدينية الجديدة.

## القنوات العامة التي تستهدف المواطنين ذوي اللغة ذات الصلة في الخارج
- الارحنتين : Telefe Internacional
- أستراليا : أيه بي سي أستراليا (قناة بث لآسيا والمحيط الهادئ)
- النمسا : ORF 2 Europe
- البرازيل : TV Brasil Internacional، Globo Internacional، RecordTV Internacional، Band Internacional
- بلغاريا : BNT 4
- تشيلي : TV Chile
- الصين: تلفزيون الصين المركزي CCTV-4، Phoenix North America Chinese Channel
- كرواتيا: RTL Croatia World
- كوبا: Cubavision International
- مصر: قناة النيل الدولية
- فنلندا: TV Finland
- فرنسا, كندا, بلجيكا, سويسرا: تي في 5 موند
- المانيا: أرتيو، Welt
- اليونان: ERT World
- المجر: Duna World
- الهند: DD India
- إيطاليا: رايطاليا، Mediaset Italia
- اليابان: إن إتش كي وورلد
- كازخستان: كازاخ تي في
- كوريا الجنوبية: كي بي إس وورلد
- ليتوانيا: LRT Lituanica
- مقدونيا: MRT Sat
- ماليزيا: Bernama TV
- مولدوفا: TV Moldova Internațional
- مونتينيغرو: TVCG Sat
- هولندا: BVN
- باكستان: PTV Global
- الفلبين: The Filipino Channel، GMA Pinoy TV، Kapatid Channel
- بولندا: TVP Polonia، Polsat 2، Polsat 1، TVN International
- بورتوريكو: Telemundo Internacional
- البرتغال: RTP Internacional، TVI Internacional، SIC Internacional
- رومانيا: TVRi
- روسيا: RTR-Planeta
- صربيا: RTS Svet
- إسبانيا: التلفزيون الإسباني الدولي، ETB Sat، TV3CAT
- السويد: SVT World, 1988-2017
- أوكرانيا: 1+1 International
- المملكة المتحدة: British Forces Broadcasting Service (for army and navy abroad)
- الولايات المتحدة: American Forces Network (for army and navy abroad)
- فيتنام: VTV4

## حسب الميزانية السنوية
| قناة               | دولة                       | الميزانية السنوية  | عام  | مراجع |
| ------------------ | -------------------------- | ------------------ | ---- | ----- |
| آر تي              | روسيا                      | 77 مليون دولار     | 2007 | [ 1 ] |
| دويتشه فيله        | ألمانيا                    | 320 مليون دولار    | 2010 | [ 1 ] |
| فرانس 24           | فرنسا                      | 123 مليون دولار    | 2010 | [ 1 ] |
| فوكسافريكا         | أفريقيا                    | 110 مليون دولار    | 2016 |       |
| دوردارشان          | الهند                      | 127 مليون دولار    | 2009 |       |
| بي بي سي ورلد نيوز | المملكة المتحدة            | 80 مليون دولار     | 2016 | [ 2 ] |
| صوت أمريكا         | الولايات المتحدة الأمريكية | 355.87 مليون دولار | 2015 |       |